# Angelo Rossi (1933)
Angelo Antonio Rossi (Bovino, 25 dicembre 1933) è un politico italiano.

## Biografia
Laureato in Giurisprudenza è stato docente di storia e filosofia presso il Liceo classico Vincenzo Lanza di Foggia.
Si iscrisse al Partito comunista italiano nel 1953. È consigliere comunale ad Ascoli Satriano dal 1956 al 1971. Ricopre l'incarico di segretario provinciale della FGCI dal 1960 al 1962.
Dal 1962 al 1965 fa parte della Segreteria regionale del PCI. Dal 1966 al 1971 è consigliere provinciale e ricopre la carica di capogruppo del PCI. È Segretario del comitato cittadino di Foggia dal 1971 al 1975. Segretario della federazione dal 1976 al 1980. Membro del Comitato Centrale del PCI dal 1977 al 1983. Dal 1980 al 1985 torna a far parte della segreteria regionale del PCI. Dal 1971 al 1980 è consigliere comunale a Foggia.
È eletto consigliere regionale in tre legislature, nel 1970, nel 1980 e nel 1985. Dal 1980 al 1985 è capogruppo del PCI alla regione Puglia ed è componente della commissione regionale che ha elaborato il primo statuto regionale. Dal 1985 al 1990 è presidente della commissione sviluppo economico alla regione Puglia.
Dopo la svolta di Achille Occhetto si schiera prima con Pietro Ingrao e poi, con lo scioglimento del Pci, aderisce al Partito della Rifondazione Comunista. Dal 1992 è segretario provinciale di Rifondazione comunista, incarico che ricopre fino al 1994, quando è eletto al Senato della Repubblica nel collegio Lucera-San Severo.
Nel giugno 1995, in seguito alla formazione del Governo Dini, esce da Rifondazione con il gruppo del Movimento dei Comunisti Unitari, guidati da Sergio Garavini e Famiano Crucianelli. 
Successivamente fonda a Foggia “l'Associazione per la sinistra”, di cui è presidente.

## Pubblicazioni
- Rossi Angelo e Vacca Giuseppe, Gramsci tra Mussolini e Stalin, Roma, 2007
- Rossi Angelo, "Gramsci da eretico a icona", Napoli, 2010
- Rossi Angelo, Gramsci in carcere. L'itinerario dei Quaderni (1929-33), Napoli, 2014
- Rossi Angelo, "Gramsci e la crisi europea degli Anni trenta", Napoli, 2017
- Rossi Angelo, "Gramsci tra Croce e Lenin", Napoli, 2021
- Rossi Angelo, "Il tempo di Liliana. Tra musica e impegno civile (1932-1956)", Napoli, 2023